# جورج غرينفيلد
جورج غرينفيلد (بالإنجليزية: George Greenfield)‏ هو لاعب جمباز فني أمريكي، ولد في 1948 في ألتادينا في الولايات المتحدة.

## روابط خارجية
- جورج غرينفيلد على موقع اللجنة الأولمبية الدولية (الإنجليزية)
- جورج غرينفيلد على موقع أوليمبيديا (الإنجليزية)